# فرانک کوراکی
فرانک کوراکی (انگلیسی: Frank Coraci؛ زادهٔ ۳ فوریهٔ ۱۹۶۶) یک کارگردان، هنرپیشه، و فیلم‌نامه‌نویس اهل آمریکا است. بیشتر شهرت این فیلمساز بخاطر همکاری با آدام سندلر می‌باشد.

## آثار کارگردانی

### سینما
- قتل بی‌گناه (۱۹۹۵)
- خواننده عروسی (۱۹۹۸)
- آبدارچی (۱۹۹۸)
- دور دنیا در ۸۰ روز (۲۰۰۴)
- کلیک (۲۰۰۶)
- نگهبان باغ‌وحش (۲۰۱۱) [۲]
- اینم از پول (۲۰۱۲)
- مخلوط (۲۰۱۴)
- ۶ کله‌پوک (۲۰۱۵)
- هوای داغ (۲۰۱۸)